# Lohusuu
Lohusuu – okręg miejski w Estonii, w prowincji Ida Viru, w gminie Lohusuu.

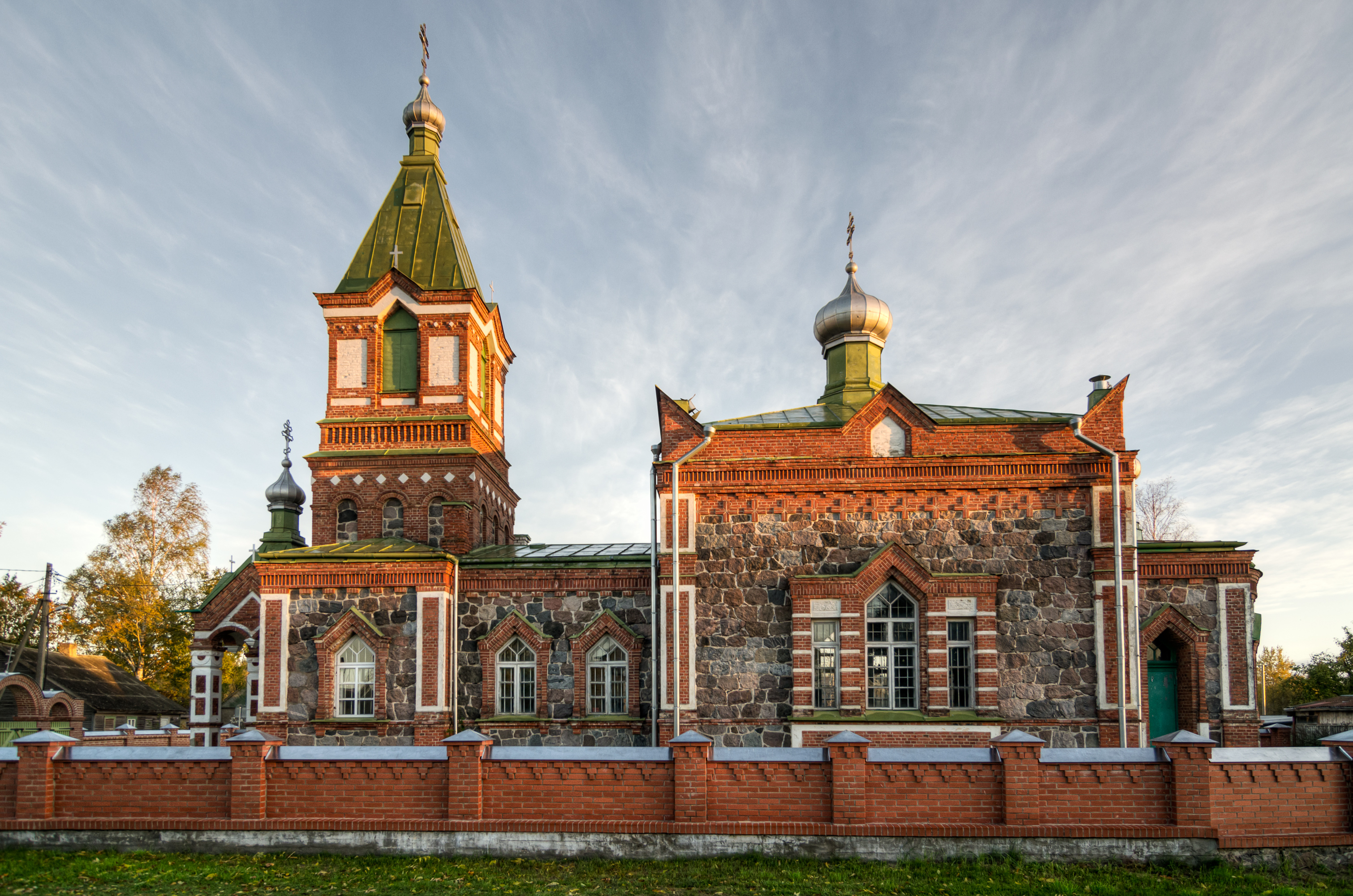
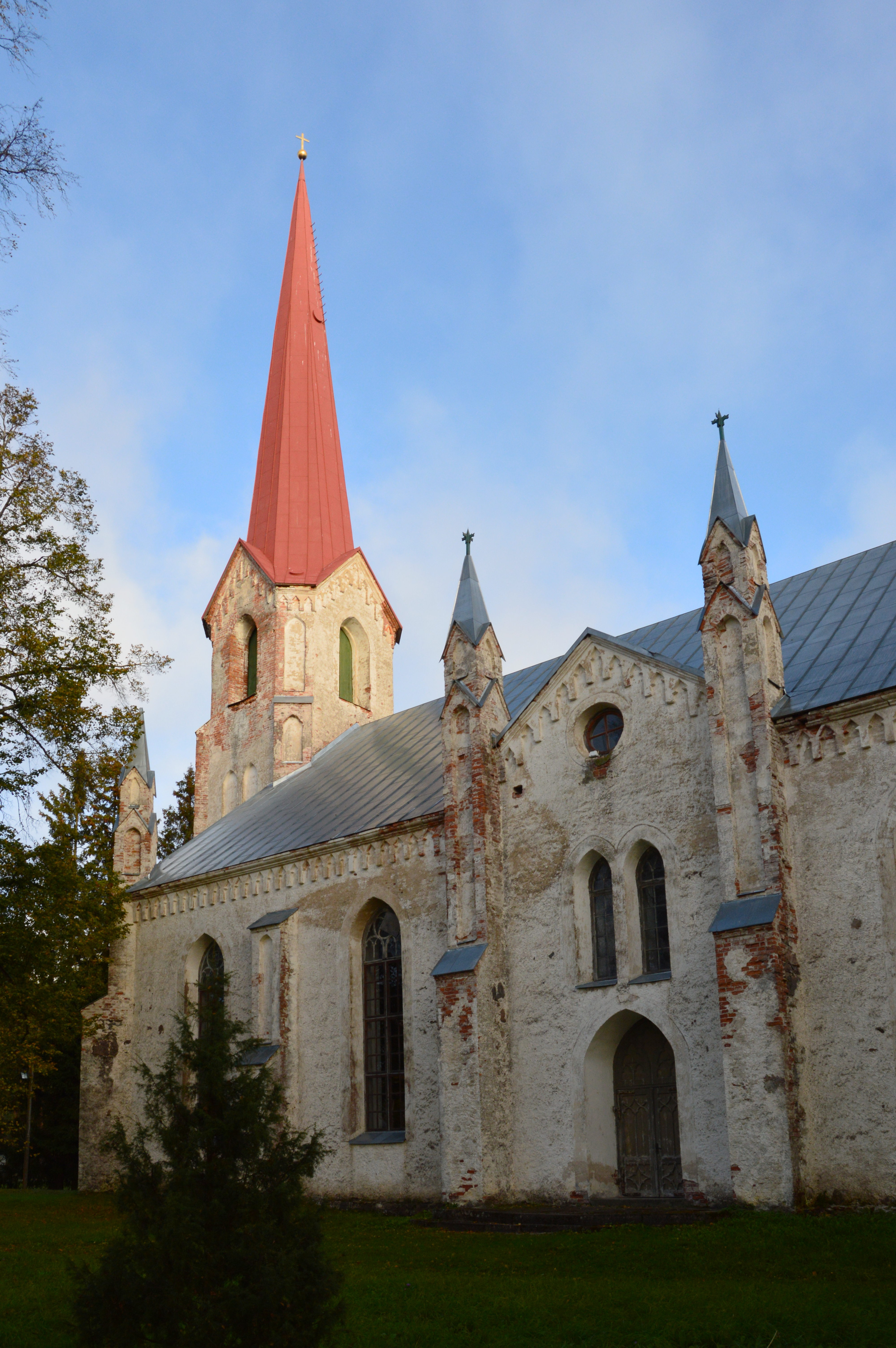
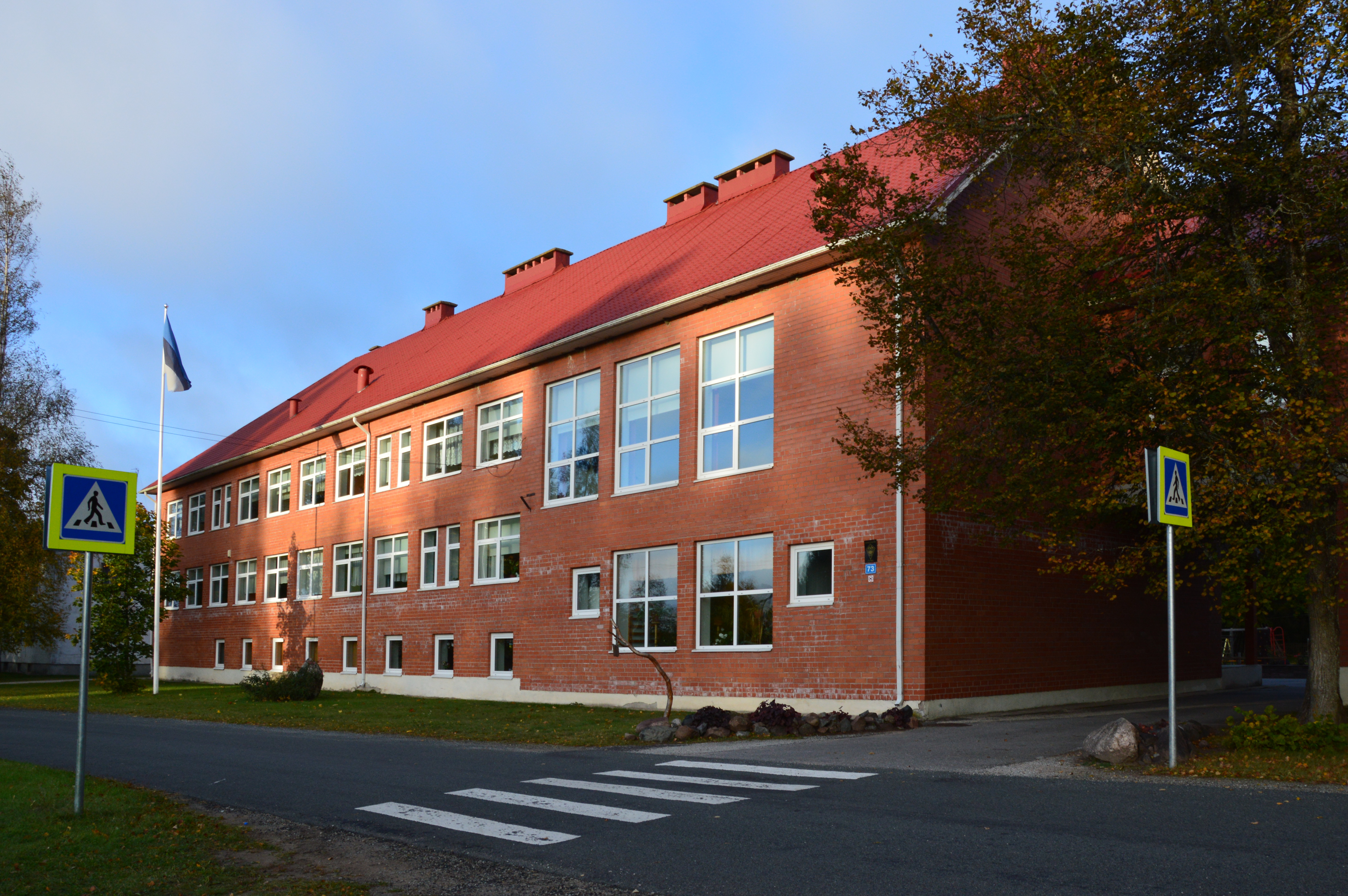
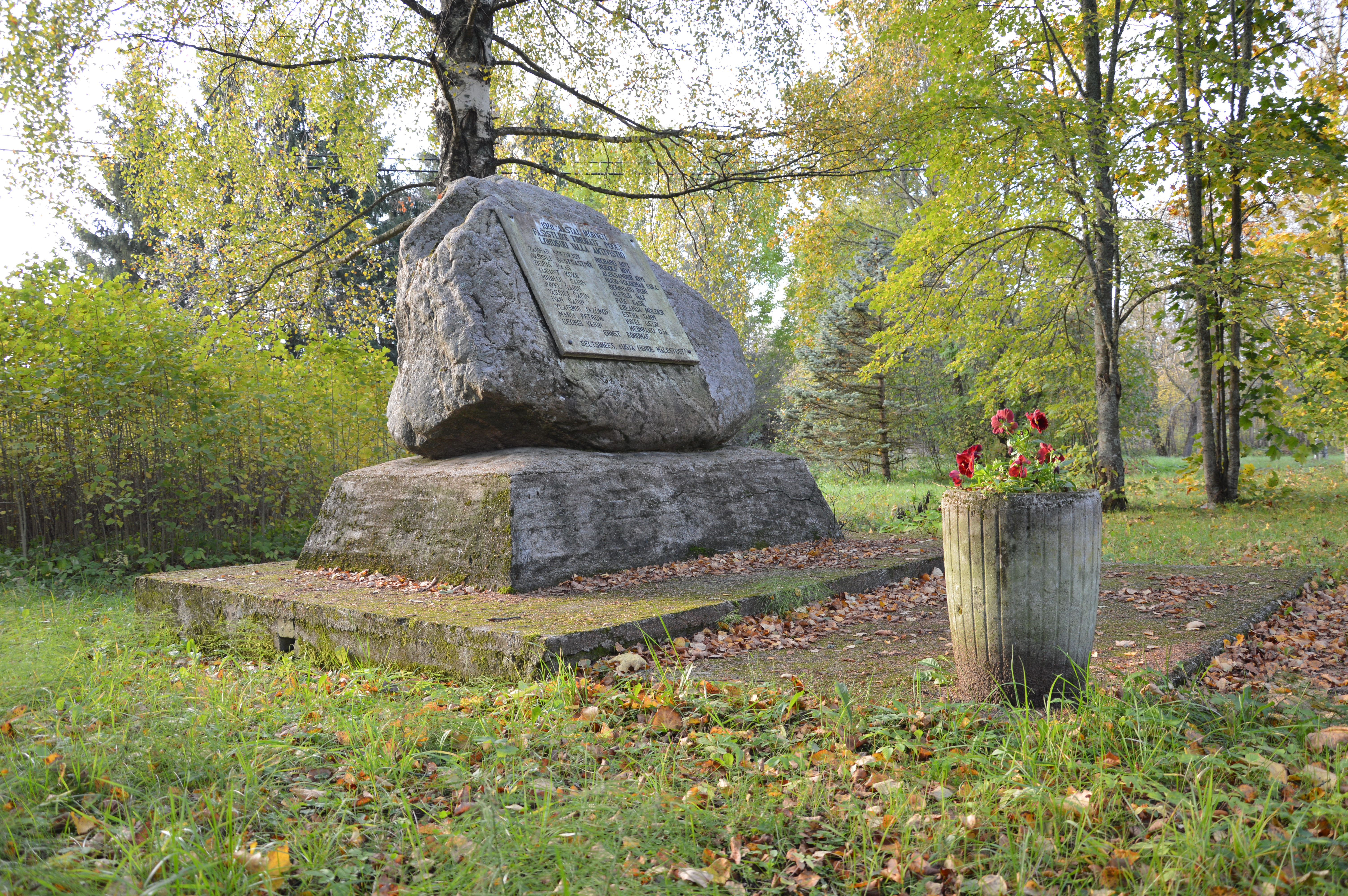
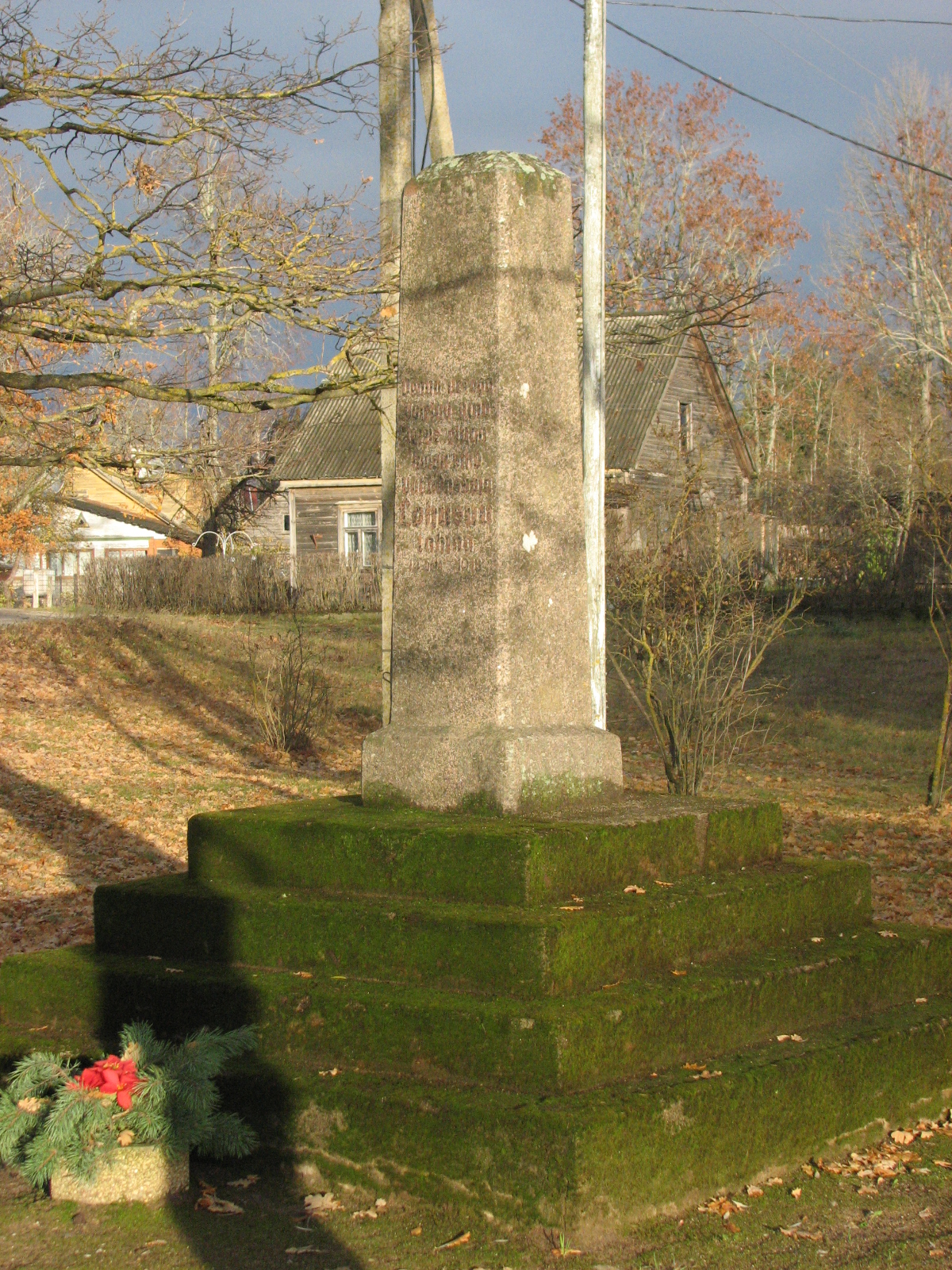
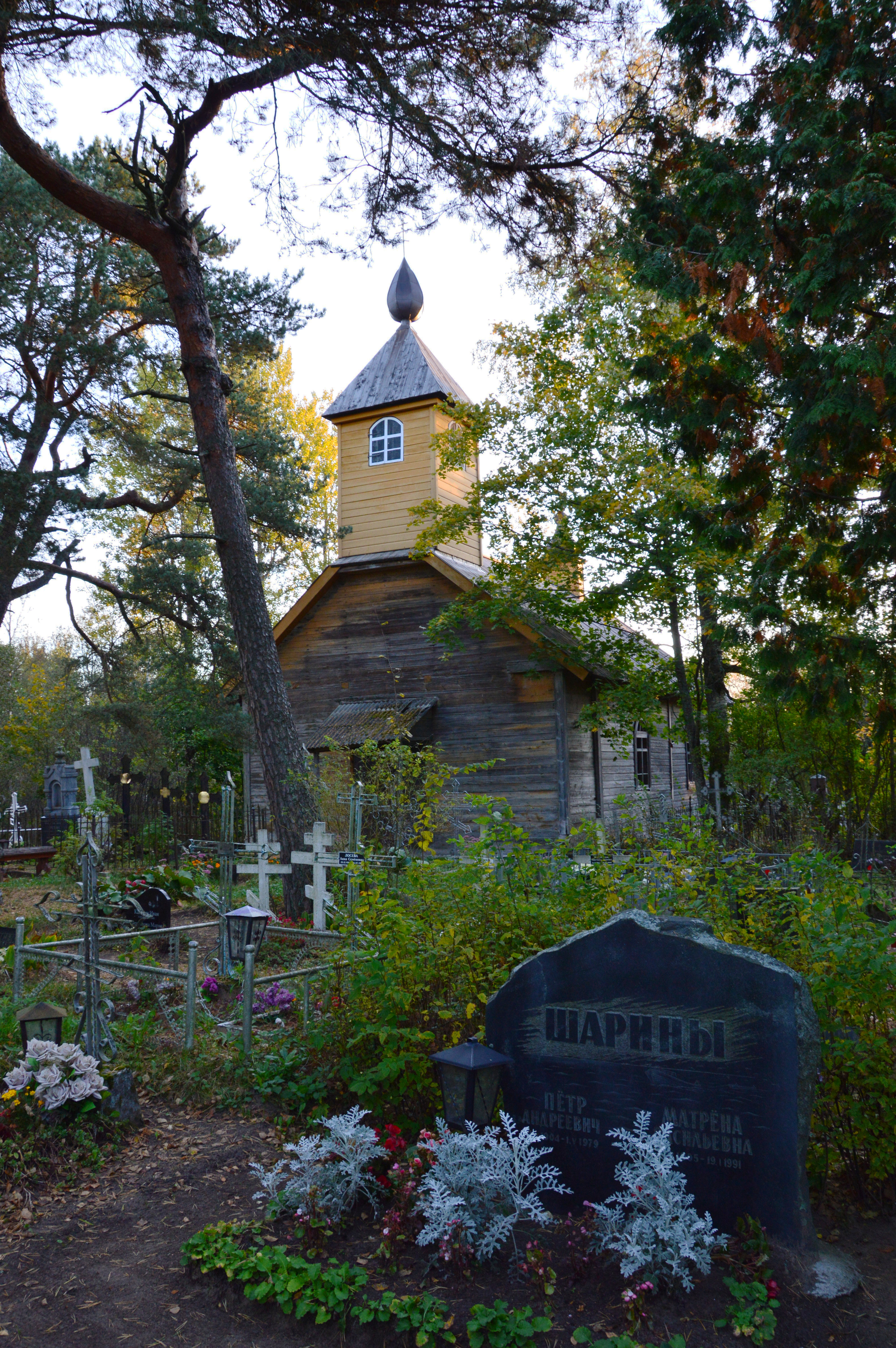
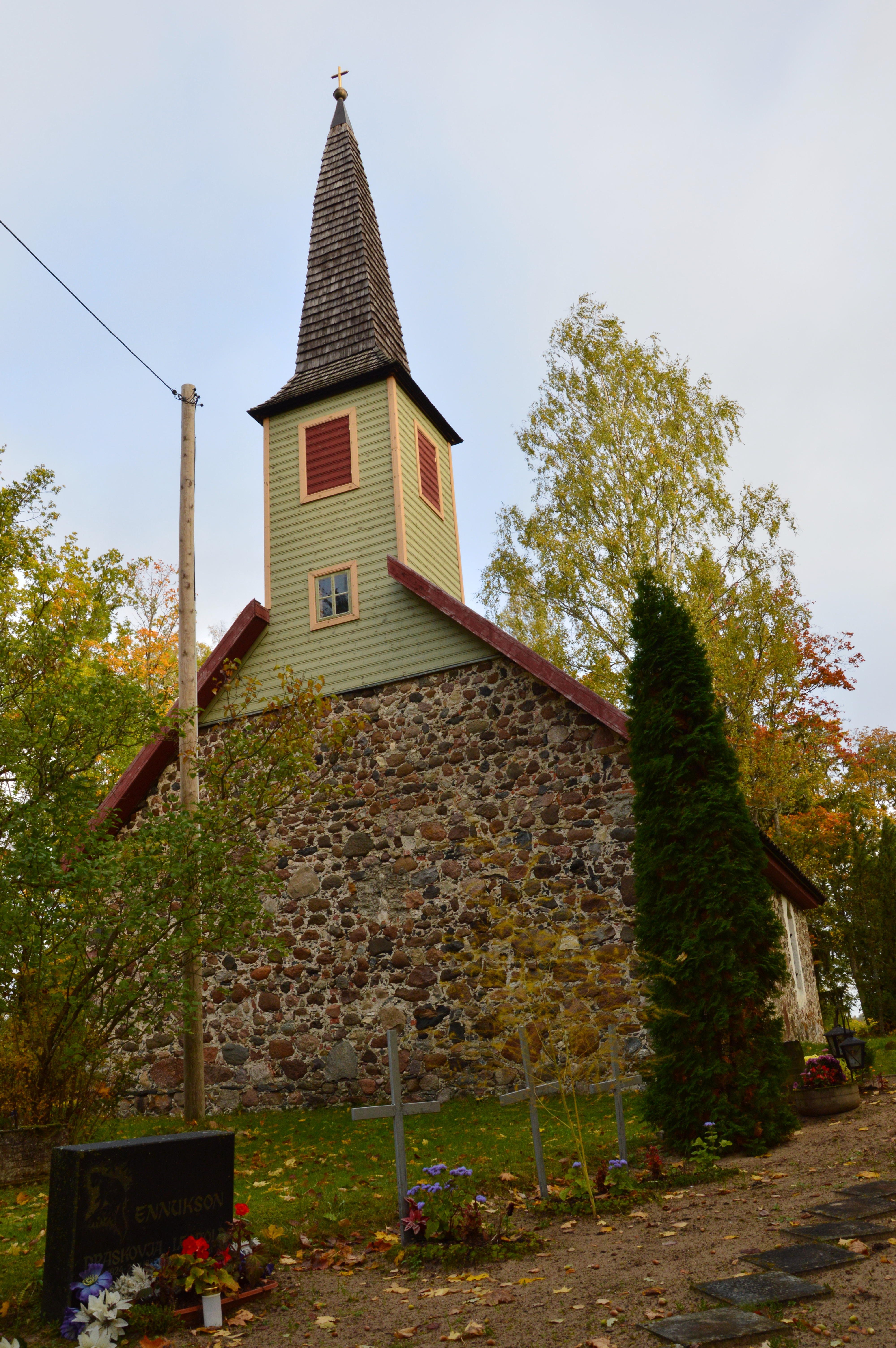